# Tevče (Ajdovščina)
Tevče (Duits: Deutschendorf bei Haidenschaft) is een plaats in Slovenië en maakt deel uit van de gemeente Ajdovščina in de NUTS-3-regio Goriška. De plaats telde 100 inwoners op 1 januari 2020.